# كريستيان آدامز
كريستيان آدامز (26 نوفمبر 1976 في المملكة المتحدة - ) (بالإنجليزية: Kristian Adams)‏ هو لاعب كريكت بريطاني. لعب مع Kent County Cricket Club ‏ وLincolnshire County Cricket Club ‏.

## وصلات خارجية
- كريستيان آدامز على موقع إي آس بي آن كريك إنفو (الإنجليزية)